# Ionatana Ionatana

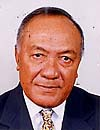
Ionatana Ionatana (2000)

Ionatana Ionatana CVO OBE CPM (* 15. November 1938 auf Funafuti; † 8. Dezember 2000 ebenda) war ein tuvaluischer Politiker, der von April 1999 bis zu seinem Tod Premierminister seines Landes war.

## Leben
Ionatana wurde 1937 oder 1938 auf dem Atoll Funafuti, dem Hauptatoll der damaligen britischen Kronkolonie der Gilbert- und Elliceinseln, geboren. Zu seinen Vorfahren gehörte ein irischer Händler. 1956 trat er in den öffentlichen Dienst der Kolonialbehörden ein und wurde Mitglied der lokalen Polizeibehörden, wo er sich nach oben arbeitete. 1976, zwei Jahre vor der Unabhängigkeit der Inseln unter dem neuen Namen Tuvalu, wurde er zum Polizeichef befördert. 1977 erhielt er den Posten des government secretary der ersten eigenen Regierung unter Toaripi Lauti und fungierte als ranghöchster Berater von Lautis Kabinett. 1979 wurde er erster Botschafter Tuvalus in den Vereinigten Staaten. Ernannt am 26. April 1979, übergab er seine Akkreditierung am 10. Mai 1979 im Oval Office dem damaligen US-Präsidenten Jimmy Carter. Während seiner Amtszeit war er ein sogenannter non-resident ambassador, der nicht dauerhaft in den Vereinigten Staaten lebte, sondern nur anlassbezogen nach Washington D. C. reiste. Seinen Lebensmittelpunkt hatte er auch als Botschafter nach wie vor auf Funafuti.
Ionatana blieb bis mindestens 1988 Botschafter in den USA; zu diesem Zeitpunkt war er hinter Maiava Iulai Toma als Botschafter Samoas jener Botschafter in den USA mit der längsten Amtszeit. Ende der 1980er kehrte er dauerhaft nach Tuvalu zurück. Dort war er Mitglied des tuvaluischen Parlamentes, des Fale i Fono. Im ersten Kabinett von Bikenibeu Paeniu war er von 1989 bis 1993 Arbeits- und Kommunikationsminister, im zweiten Kabinett Paenius von 1996 bis 1999 Minister für Gesundheit, Frauen und Gemeindeangelegenheiten, Bildung und Kultur. Ab 1998 war die Regierung allerdings mehr oder weniger zerrüttet; Ionatana baute sich zusehends als interner Konkurrent Paenius auf. Paeniu geriet unter anderem wegen Anschaffungen neuer Dienstwagen in die Kritik. Im April 1999 beantragte Oppositionsführer Koloa Talake ein Misstrauensvotum gegen Paeniu, woraufhin Ionatana und vier Hinterbänkler defektierten und Paeniu ebenfalls ihr Misstrauen aussprachen. Daraufhin verlor die Regierung das Misstrauensvotum mit 4:8-Stimmen und Paeniu musste zurücktreten. Neuer Premierminister wurde Ionatana, der am 27. April 1999 in sein neues Amt eingeschworen wurde.
Ionatana überstand in den nächsten selbst zwei Misstrauensvoten. Eine Erweiterung des Fale i Fono von zwölf auf fünfzehn Sitzen gab seiner Regierung eine etwas breitere Basis zum Regieren, da sich alle drei neuen Abgeordneten der Regierungsfraktion anschlossen. Ionatana festigte seine Machtbasis daraufhin zudem zusätzlich durch eine Umbildung seines Kabinetts ab. Im neuen Kabinett achtete Ionatana besonders auf eine ausgeglichene regionale Verteilung; sieben der acht wichtigen Atolle waren mit einem Minister vertreten. Innenpolitisch gesehen war Ionatanas Amtszeit vor allem durch den Verkauf der Nutzungsrechte der nationalen Internetdomain .tv an ein kanadisches Unternehmen geprägt. Damit verdreifachte der Inselstaat seine Einnahmen beinahe, wodurch das Land einen Schritt in Richtung finanzielle Unabhängigkeit machte. Das ermöglichte der Regierung, die Vergabe tuvaluischer Telefonvorwahlen an Telefonsex-Anbieter zu stoppen. Diese Praxis war in dem christlich geprägten Inselstaat umstritten, aber als eine wichtige Einnahme für den Staatshaushalt bis dahin als notwendiges Übel gesehen worden. Auch für Infrastruktur und Bildung wurden zusätzliche Ausgaben getätigt. Inländisch musste Ionatanas Regierung vor allem Kritik für ihre Reaktion nach einem Brand in einem High-School-Schlafsaal mit 19 Toten einstecken; Regierungsvertreter bekundeten zwar öffentlich ihr Beileid, blieben aber letztlich den Gedenkveranstaltungen fern.
Ferner diente der Verkauf auch zur Finanzierung des wichtigsten außenpolitischen Ziels Ionatanas: der Mitgliedschaft in den Vereinten Nationen. Seine Regierung stellte im Januar 2000 den Antrag auf Mitgliedschaft, der im Laufe des Jahres bewilligt wurde. Der Inselstaat wurde damit im September 2000 noch unter Ionatana das 189. Mitglied der UN. Ferner wurde Tuvalu unter Ionatana ein vollwertiges Mitglied des Commonwealth of Nations. Besondere Aufmerksamkeit erhielt er für seine Warnungen vor den Gefahren des steigenden Meeresspiegels durch die globale Erwärmung; er betonte die Gefahren, die der höhere Meeresspiegel für seinen Inselstaat bedeuten werde. Mit der Regierung von Neuseeland diskutierte Ionatana die Möglichkeit, vor dem Hintergrund des steigenden Meeresspiegels Einwohner von bedrohten Inseln Tuvalus nach Neuseeland umzusiedeln.
Im Dezember 2000 erlitt Ionatana nach einer öffentlichen Rede einen Herzinfarkt und brach zusammen. Er verstarb unmittelbar danach im Alter von 62 Jahren. Ionatana soll laut einer Ankündigung in Funafuti im Beisein internationaler Gäste beerdigt worden sein, zudem soll in Suva auf Fidschi eine internationale Gedenkveranstaltung stattgefunden haben. Nach seinem Tod wurde zunächst Lagitupu Tuilimu interimsweise neuer Premierminister, sein offiziell gewählter Nachfolger wurde im Februar 2001 Faimalaga Luka. Ionatanas Sohn Andrew Ionatana war um 2015 herum Regierungschef des Atolls Funafuti.

## Auszeichnungen
- 1974: Colonial Police Medal (CPM)[18]
- 1979: Officer of the Order of the British Empire (OBE)[19]
- 1983: Commander of the Royal Victorian Order (CVO)[20]